# 第47回ダヴィッド・ディ・ドナテッロ賞
第47回ダヴィッド・ディ・ドナテッロ賞（だい47かいダヴィッド・ディ・ドナテッロしょう）の授賞式は、 2002年4月10日にローマで行われた。

## 受賞とノミネート一覧
太字が受賞者。

### 作品賞
- ジョヴァンニ Il mestiere delle armi（監督：エルマンノ・オルミ）
- 風の痛み Brucio nel vento（監督：シルヴィオ・ソルディーニ）
- ぼくの瞳の光 Luce dei miei occhi（監督：ジュゼッペ・ピッチョーニ）

### 監督賞
- エルマンノ・オルミ（『ジョヴァンニ』）
- シルヴィオ・ソルディーニ（『風の痛み』）
- ジュゼッペ・ピッチョーニ（『ぼくの瞳の光』）

### 新人監督賞
- マルコ・ポンティ（『サンタ・マラドーナ』[1]）
- ヴィンチェンツォ・マッラ（『Tornando a casa』）
- パオロ・ソレンティーノ（『もうひとりの男』）

### 脚本賞
- エルマンノ・オルミ（『ジョヴァンニ』）
- ドリアーナ・ロンデフ、シルヴィオ・ソルディーニ（『風の痛み』）
- パオロ・ソレンティーノ（『もうひとりの男』）

### プロデューサー賞
- ルイジ・ムジーニ、ロベルト・チクット、エルマンノ・オルミ （ Cinema11undici）、Rai Cinema、Studiocanal、Taurusproduktion（『ジョヴァンニ』）
- リオネッロ・チェッリ、ルイジ・ムジーニ、Rai Cinema、VegaFilm（『風の痛み』）
- ロベルト・ブッタファッロ、Mikado、Rai Cinema（『サンタ・マラドーナ』）

### 主演女優賞
- マリーナ・コンファローネ（『Incantesimo napoletano』）
- サンドラ・チェッカレッリ（『ぼくの瞳の光』）
- リーチャ・マリエッタ（『赤い月の夜』[2]）

### 主演男優賞
- ジャンカルロ・ジャンニーニ（『Ti voglio bene Eugenio』）
- ルイジ・ロ・カーショ（『ぼくの瞳の光』）
- トニ・セルヴィッロ（『もうひとりの男』）

### 助演女優賞
- ステファニア・サンドレッリ（『子供たち』[3]）
- ロザリンダ・チェレンターノ（『L'amore probabilmente』）
- イアイア・フォルテ（『Paz!』）

### 助演男優賞
- リベロ・デ・リエンツォ（『サンタ・マラドーナ』）
- レオ・グロッタ（『プロジェクトV　史上最悪のダム災害』）
- シルヴィオ・オルランド（『ぼくの瞳の光』）

### 撮影監督賞
- ファビオ・オルミ（『ジョヴァンニ』）
- ルカ・ビガッツィ（『風の痛み』）
- アルナルド・カティナーリ（『ぼくの瞳の光』）

### 作曲賞
- ファビオ・ヴァッキ（『ジョヴァンニ』）
- ルチャーノ・リガブエ（『Da zero a dieci』）
- ジョヴァンニ・ヴェノスタ（『風の痛み』）

### 美術賞
- ルイジ・マルキオーネ（『ジョヴァンニ』）
- ジャンカルロ・バジーリ（『Paz!』）
- フランチェスコ・フリジェーリ（『プロジェクトV　史上最悪のダム災害』）

### 衣装デザイン賞
- フランチェスカ・サルトリ（『ジョヴァンニ』）
- ナナ・チェッキ（『I cavalieri che fecero l'impresa』）
- マリア・リータ・バルベーラ（『ぼくの瞳の光』）
- シルビア・ネビオロ（『風の痛み』）

### 編集賞
- パオロ・コッティニョーラ（『ジョヴァンニ』）
- カルロッタ・クリスティアーニ（『風の痛み』）
- マッシモ・フィオッキ（『Amnèsia』）

### 録音賞
- レモ・ウゴリネッリ（『ぼくの瞳の光』）
- ガエターノ・カリート（『Da zero a dieci』）
- トゥッリオ・モルガンティ（『Le parole di mio padre』）

### 短編映画賞
- Non dire gatto（監督：ジョルジオ・ティラバッシ）
- La storia chiusa（監督：エミリアーノ・コラーピ）
- Un paio di occhiali（監督：カルロ・ダマスコ）

### 外国映画賞
- バーバー（監督：ジョエル＆イーサン・コーエン）
- アメリ（監督：ジャン＝ピエール・ジュネ）
- ノー・マンズ・ランド（監督：ダニス・タノヴィッチ）

### ダヴィッド学生賞
- プロジェクトV　史上最悪のダム災害 Vajont - La diga del disonore（監督：レンツォ・マルティネッリ）

### ダヴィッド特別賞
- ライザ・ミネリ
- カルロ・ランバルディ
- フランコ・ゼフィレッリ